# Nuestra Señora de la Salud (Palma de Mallorca)
La Virgen de la Salud (o en catalán Mare de Déu de la Salut) es una advocación mariana de la religión católica que se venera en la Basílica de San Miguel en Palma de Mallorca (Islas Baleares, España). Es la patrona de la ciudad de Palma de Mallorca y sus fiestas se celebran el 8 de septiembre (día de la Natividad de la Virgen María).

## Historia
Según la tradición, la parroquia de San Miguel ocupa el lugar de una mezquita donde se celebró la primera misa en Madina Mayurqa cuando tuvo lugar la conquista de 1229. 
La imagen de la Virgen de la Salud que se venera en dicha iglesia es una imagen de fino alabastro, la pobreza documental no otorga con claridad un origen medieval a esta imagen. En cambio la tradición y la leyenda popular sí se lo conceden. Según la leyenda, la figura de la Mare de Déu de la Salut presidió la misa que se celebró en Salou, el día 5 de septiembre de 1229, antes de zarpar el rey Jaime I de Aragón hacia la conquista de Mallorca. Debió el rey encomendarse a ella, pues, según esa misma tradición, se la llevó consigo a bordo de la galera. Estando ya en el mar mallorquín el fuerte viento hizo temer al rey por su vida y por la de los demás, por lo que pidió a la Virgen que le ayudase a salir airoso de aquella travesía favor que le fue concedido.
El Niño Jesús que la Virgen sostiene en sus brazos es de formas gruesas, en sus manos aparece un pomo, está sostenido en el brazo izquierdo y parece acurrucarse contra el pecho de la Madre en una iconografía típica de la estatuaria mariana gótica. La imagen de la Virgen está partida, horizontalmente, en dos partes, a la altura del pie del Niño. La capilla de la Virgen de la Salud en la Iglesia de San Miguel se construyó en 1649, momento en que la Virgen gozó de gran popularidad entre la población debido a su intercesión ante las epidemias y la peste. Precisamente fue durante el siglo XVII que la Virgen fue conocida bajo la advocación de la Salud. 

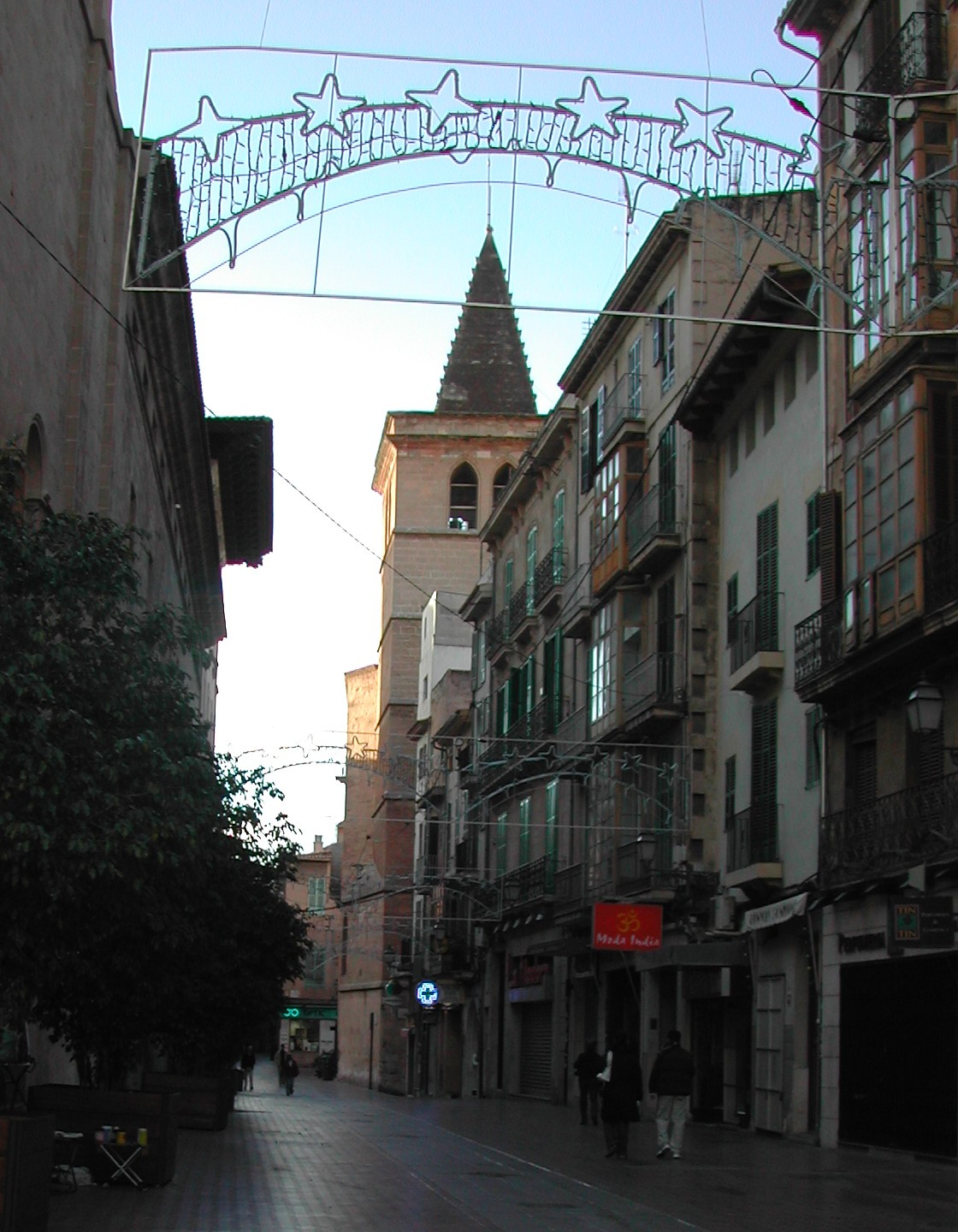
Campanario de la Basílica de San Miguel en Palma de Mallorca, lugar donde se venera a la Virgen de la Salud.

En diciembre de 1928, Don Gaspar Bennàssar, arquitecto municipal, lanzó la idea de la Coronación canónica de esta imagen para que se realizara en la conmemoración del 7º centenario de la Conquista. No pudo realizarse ese año, pero sí en 1931, el día 13 de septiembre en la Catedral de Palma. Sin embargo, proclamada la República en abril de ese año, debido a la excitación de ánimos, se creyó prudente no celebrar una procesión vespertina fijada para ese día. En 1965, el Ayuntamiento de Palma le concedió la Medalla de Oro de la Ciudad, que el alcalde le impuso en la plaza de Cort el 7 de septiembre de ese año.
La imagen de la Virgen de la Salud es la patrona de la ciudad de Palma junto con San Sebastián Mártir que es el santo patrono, esta imagen mariana goza de mucha devoción en Palma y es de hecho la imagen más venerada de la ciudad conjuntamente con el Santísimo Cristo de la Sangre que se encuentra en la Iglesia de la Anunciación de Nuestra Señora (Iglesia del Hospital General de Palma).

## Fiestas
El 8 de septiembre es el día grande de la Virgen de la Salud, este día se celebra una misa solemne en la Basílica de San Miguel, a continuación hay una fiesta infantil, música y bailes populares. En la víspera se hace un pasacalle y una ofrenda floral dedicada a la Virgen en la Iglesia de San Miguel con música popular.
Durante estos días se celebra también un encuentro de gigantes y cabezudos de los pueblos de Mallorca. Celebran también sus fiestas en torno a la Virgen de la Salud otras localidades de la isla, como: Alaró, Bañalbufar, Costich, Fornaluch, Galilea, Lloseta, María de la Salud y San Lorenzo del Cardezar.